# Antônio Roberto Gomide
Antônio Roberto Otoni Gomide (Goianésia, 11 de janeiro de 1960) é um odontólogo e político brasileiro filiado ao Partido dos Trabalhadores (PT). Irmão do também político Rubens Otoni, é filho de Anita Otoni Gomide e Laerte Vieira Gomide.
Nascido em Goianésia, mudou-se com a família para Anápolis em 1961. Cursou o primário na Escola Paroquial de Sant’ana e concluiu o ginásio e o científico no Colégio São Francisco de Assis. Ainda na juventude, a formação franciscana lhe deu oportunidade de iniciar trabalhos com grupos de jovens, atuando diretamente nos bairros da cidade, por meio das comunidades de base.
Formou-se, aos 21 anos, no curso de odontologia pela Faculdade de Odontologia João Prudente, em Anápolis. Após a graduação, se especializou em dentística restauradora, em 1982, na Faculdade de Odontologia de Bauru (SP); em odontologia em saúde Coletiva, na Universidade de Brasília, em 1995; e em educação em saúde pública, na Universidade de Ribeirão Preto, em 1999. Mudou-se para Porangatu em 1983 para trabalhar como cirurgião dentista e, no ano seguinte, tornou-se servidor público estadual após ser aprovado em concurso público.
Ainda na graduação, participou ativamente da politica estudantil no centro acadêmicos e se filiou ao Partido dos Trabalhadores, contribuindo com a construção do partido no estado de Goiás. Aos 28 anos, candidatou-se pela primeira vez a um cargo eletivo (prefeitura de Porangatu), terminando a disputa em terceiro lugar.
Em 1996, Antônio Gomide foi eleito pela primeira vez vereador em Anápolis. Quatro anos depois foi reeleito, sendo o vereador mais votado do PT; em 2004, foi o vereador mais bem votado da cidade.
Em 2008, participou das eleições municipais concorrendo ao cargo de prefeito de Anápolis. Após uma disputa acirrada no primeiro turno, Gomide foi eleito prefeito com expressiva votação no segundo turno.
No ano de 2012, em nova disputa pela prefeitura, foi reeleito e obteve uma marca histórica ainda no primeiro turno: foi, proporcionalmente, o prefeito mais bem votado do Brasil em cidades onde há segundo turno (cidades com mais de 200 mil eleitores), terminando a disputa com 88,93% dos votos válidos.
Como reflexo de uma gestão séria, equilibrada e competente, Gomide foi reconhecido duas vezes consecutivas como prefeito empreendedor do estado de Goiás pelo Sebrae Nacional. Em sua gestão, recebeu o prêmio nacional Chico Mendes por seis vezes consecutivas – por destaque em politicas do meio ambiente. Ao final de sua administração, seu trabalho foi avaliado positivamente por 92,4% dos anapolinos.
Em abril de 2014, desincompatibilizou-se da Prefeitura, por força da lei, para disputar as eleições ao Governo do Estado, obtendo 319.233 votos em todo o estado, 10% dos votos válidos.
Em 2016, Antônio Gomide foi eleito o vereador mais bem votado da história de Anápolis com 11.647 votos.
Em 2018, foi eleito deputado estadual com votação recorde em Anápolis, sendo o décimo mais bem votado do estado de Goiás.
Em 2022, foi reeleito deputado estadual com a maior votação da história do PT de Goiás para o cargo: 45.256 votos.